# أنجيلينا ييتس
أنجيلينا ييتس (بالإنجليزية: Angelina Yates)‏ هي لاعبة كرة الشبكة نيوزيلندية، ولدت في 25 ديسمبر 1980.